# Anomiopus foveicollis
Anomiopus foveicollis är en skalbaggsart som beskrevs av Canhedo 2006. Anomiopus foveicollis ingår i släktet Anomiopus och familjen bladhorningar. Inga underarter finns listade i Catalogue of Life.